# Phrynus santarensis
Espèce
Synonymes
- Tarantula santarensis Pocock, 1894

Phrynus santarensis est une espèce d'amblypyges de la famille des Phrynidae.

## Distribution
Cette espèce est endémique du Pará au Brésil. Elle se rencontre vers Santarém.

## Description
La femelle holotype mesure 20 mm.

## Étymologie
Son nom d'espèce, composé de santar[em] et du suffixe latin -ensis, « qui vit dans, qui habite », lui a été donné en référence au lieu de sa découverte, Santarém.

## Publication originale
- Pocock, 1894 : Notes on the Pedipalpi of the family Tarantulidae contained in the collection of the British Museum. Annals and Magazine of Natural History, sér. 6, vol. 14, p. 273-298 (texte intégral).